# USS Drayton (DD-366)
USS Drayton (DD-366) là một tàu khu trục lớp Mahan được Hải quân Hoa Kỳ chế tạo vào giữa những năm 1930. Nó là chiếc tàu chiến thứ hai của Hải quân Hoa Kỳ được đặt tên theo Đại tá Hải quân Percival Drayton (1812-1865), người tham gia cuộc Nội chiến Hoa Kỳ. Nó đặt căn cứ tại Thái Bình Dương, hoạt động tuần tra và hộ tống trước và trong Chiến tranh Thế giới thứ hai, nhưng đã không có mặt tại Trân Châu Cảng vào lúc diễn ra cuộc tấn công vào ngày 7 tháng 12 năm 1941, và đã tiếp tục hoạt động cho đến khi chiến tranh kết thúc. Drayton được cho ngừng hoạt động năm 1945 và bị bán để tháo dỡ vào năm 1946.

## Thiết kế và chế tạo
Drayton được đặt lườn vào ngày 20 tháng 3 năm 1934 tại xưởng tàu của hãng Bath Iron Works ở Bath, Maine. Nó được hạ thủy vào ngày 26 tháng 3 năm 1936, được đỡ đầu bởi cô B. E. Drayton, cháu gái bốn đời của Đại tá Drayton; và được đưa ra hoạt động vào ngày 1 tháng 9 năm 1936 dưới quyền chỉ huy của Hạm trưởng, Trung tá Hải quân R. G. Pennoyer.

## Lịch sử hoạt động
Sau chuyến đi chạy thử máy đến Châu Âu từ ngày 6 tháng 10 đến ngày 5 tháng 12 năm 1936, Drayton trải qua đợt sửa chữa và nghiệm thu trước khi khởi hành từ Norfolk, Virginia vào ngày 6 tháng 6 năm 1937 để gia nhập Lực lượng Tuần tiễu tại San Diego, California vào ngày 19 tháng 6. Đến ngày 4 tháng 7, nó lên đường tham gia cuộc tìm kiếm vô vọng nữ phi công Amelia Earhart bị mất tích tại Thái Bình Dương, rồi tham gia các cuộc cơ động tại Trân Châu Cảng cho đến khi quay trở về San Diego vào ngày 30 tháng 7. Trong hai năm tiếp theo sau, nó thực hành ngoài khơi vùng bờ Tây, vùng biển Hawaii và tại vùng biển Caribe. Cảng nhà của nó được chuyển đến Trân Châu Cảng vào ngày 12 tháng 10 năm 1939; khi chiến tranh ngày càng ác liệt tại châu Âu, nó tiếp nối các cuộc thực hành và thực tập chiến thuật cho tư thế sẵn sàng của hạm đội.
Đang trên đường đi để hộ tống cho tàu sân bay Lexington thuộc Lực lượng Đặc nhiệm 12 khi Hải quân Nhật bất ngờ tấn công vào ngày 7 tháng 12 năm 1941, Drayton cùng lực lượng quay trở về Trân Châu Cảng vào ngày 13 tháng 12 sau khi truy tìm lực lượng tấn công không có kết quả. Từ ngày 24 tháng 12 năm 1941 đến ngày 7 tháng 1 năm 1942, nó hộ tống một đoàn tàu vận tải đi đến đảo Christmas, thực hiện hai đợt tấn công chống tàu ngầm trên đường đi. Bốn ngày sau, nó lên đường trong thành phần hộ tống cho tàu sân bay Enterprise cho một cuộc không kích lên Bougainville vào ngày 20 tháng 2, và quay trở về Trân Châu Cảng vào ngày 24 tháng 2. Sau khi hộ tống một tàu chở dầu đi đến cảng Suva thuộc quần đảo Fiji, nó lên đường quay về lục địa Hoa Kỳ vào ngày 25 tháng 3, đi đến San Pedro, California vào ngày 5 tháng 4, và tham gia các nhiệm vụ tuần tra và huấn luyện dọc theo bờ Tây cho đến ngày 1 tháng 8 năm 1942.

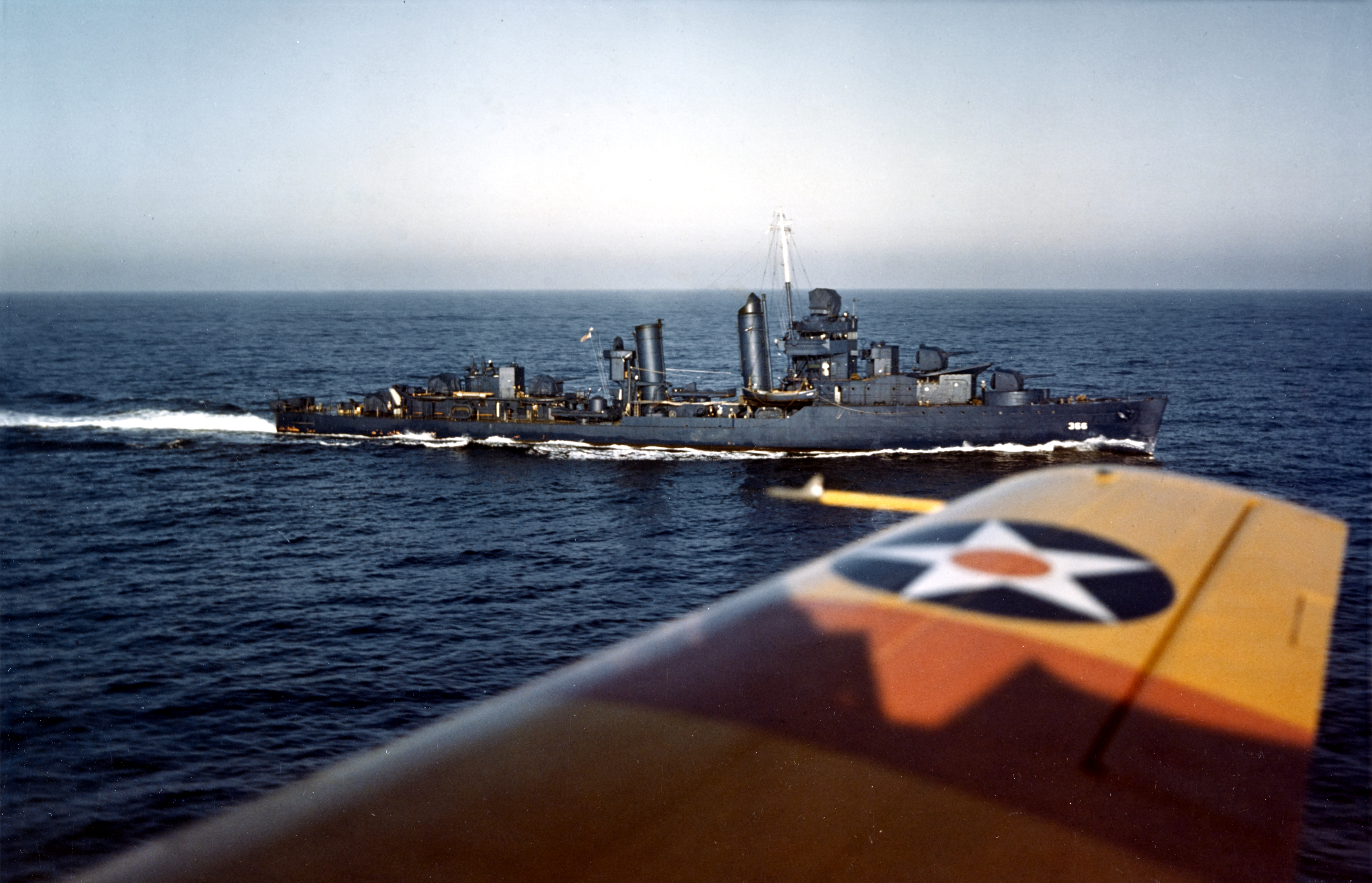
USS Drayton trên đường đi, tháng 10 năm 1941.

Drayton khởi hành từ Trân Châu Cảng vào ngày 17 tháng 11 năm 1942 để hoạt động tại khu vực quần đảo Solomon. Nó xuất phát từ Espiritu Santo vào ngày 29 tháng 11 cùng với Lực lượng Đặc nhiệm 67 để đánh chặn một lực lượng Hải quân Nhật đang hộ tống các tàu vận tải trên đường chở quân tăng viện cho Guadalcanal. Đêm đó, các tàu chiến Hoa Kỳ đụng độ dữ dội với đối phương ngoài khơi Tassafaronga, và khi trận chiến qua đi, Drayton đã vớt 128 người sống sót, bao gồm hạm trưởng, từ chiếc tàu tuần dương hạng nặng Northampton, và quay trở về Espiritu Santo vào ngày 2 tháng 12. Nó tiếp tục hoạt động trong chiến dịch Quần đảo Solomon, bắn phá Munda, New Georgia, và bảo vệ các tàu vận tải hướng đến quần đảo Russell. Nó hộ tống các tàu vận tải đã chất dỡ hàng đi đến Wellington, New Zealand, rồi quay trở lại Nouméa vào ngày 7 tháng 3 năm 1943 để thực tập và tuần tra cùng với Lực lượng Đặc nhiệm 64.
Drayton khởi hành từ Nouméa vào ngày 13 tháng 5 năm 1943 trong thành phần hộ tống một đoàn tàu vận tải, và đi đến Townsville, Australia bốn ngày sau đó. Trong suốt mùa Hè, nó hộ tống các tàu vận tải Australia chuyển quân từ Townsville đến vịnh Milne cho hoạt động quân sự kéo dài trên đảo New Guinea rộng lớn. Nó tuần tra và bắn pháo hỗ trợ cho cuộc đổ bộ ban đầu lên Lae, New Guinea vào ngày 4 tháng 9, và bắn phá Finschhafen vào ngày 22 tháng 9. Sau khi được đại tu ngắn tại Brisbane, Australia, Drayton quay trở lại khu vực New Guinea, hộ tống các tàu vận tải đi đến Arawe, New Britain, cho các cuộc đổ bộ vào ngày 15 tháng 12, và bảo vệ cho cuộc đổ bộ thủy quân lục chiến gần mũi Gloucester vào ngày 26 tháng 12. Nó hộ tống các tàu vận chuyển cao tốc từ Buna Roads cho cuộc chiếm đóng Saidor vào ngày 2 tháng 1 năm 1944, và ngoài một chuyến đi ngắn đến Sydney để tiếp liệu, nó tiếp tục làm nhiệm vụ tuần tra và hộ tống cho chiến dịch chiếm đóng quần đảo Bismarck.
Drayton chuyển binh lính cho việc chiếm đóng đảo Los Negros thuộc quần đảo Admiralty. Tại đây nó tham gia bắn phá vào ngày 29 tháng 2 năm 1944 và tiếp tục hỗ trợ hỏa lực cho lực lượng trên bờ. Nó quay trở lại với lực lượng tăng viện từ vịnh Milne vào ngày 4 tháng 3, và bắt đầu hoạt động như sở chỉ huy cho Sĩ quan Kiểm soát Tàu đổ bộ tại khu vực Admiralties. Nó tham gia bắn phá đảo Pityilu vào ngày 12 tháng 3, rồi lên đường đi Seeadler Harbor thuộc đảo Manus hộ tống một đoàn tàu đổ bộ LST trước khi quay trở lại New Guinea. Chiếc tàu khu trục khởi hành từ vịnh Milne, New Guinea vào ngày 22 tháng 3, hộ tống các tàu vận chuyển đi đến đảo Canton trên đường đi về vùng bờ Tây. Sau khi được đại tu tại San Francisco, California, nó tiến hành huấn luyện tại Trân Châu Cảng trước khi đi đến Eniwetok vào ngày 8 tháng 8. Trong hai tháng tiếp theo, nó tuần tra ngoài khơi Maloelap, Wotje, Jaluit và Mille, các đảo san hô do quân Nhật chiếm đóng bị bỏ qua tại quần đảo Marshall. 

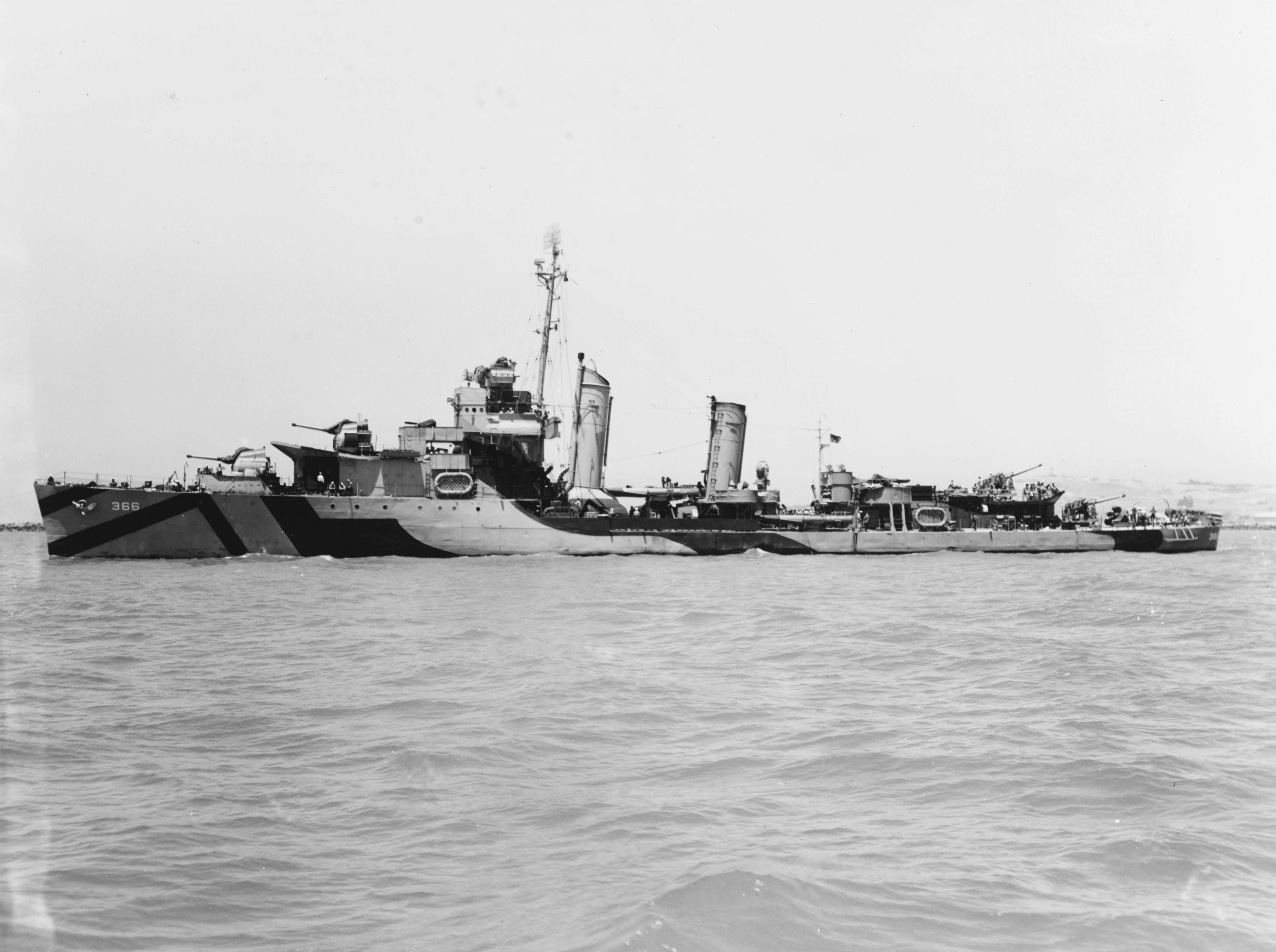
USS Drayton trong màu sơn ngụy trang, năm 1944.

Drayton trình diện để hoạt động cùng Đệ thất Hạm đội tại vịnh Humboldt, New Guinea vào ngày 20 tháng 10 năm 1944. Năm ngày sau, nó lên đường làm nhiệm vụ tuần tra và hộ tống tại khu vực chiến sự mới ở vịnh Leyte, đến nơi vào ngày 29 tháng 10. Các hoạt động của nó bao gồm một chuyến đi đến New Guinea để hộ tống các tàu vận tải chuyên chở lực lượng tăng cường. Vào ngày 6 tháng 12, đang khi hộ tống một đoàn tàu LCM và LCI đi đến vịnh San Pedro, Drayton bị một máy bay ném bom hai động cơ tấn công, và một quả bom ném suýt trúng đã khiến hai thành viên thủy thủ đoàn thiệt mạng và bảy người khác bị thương. Qua ngày hôm sau, nó đẩy lui đợt tấn công của một nhóm máy bay bắn phá, và cùng trong sáng hôm đó của khoảng 10 đến 12 máy bay tiêm kích đối phương. Một chiếc đã đâm vào tháp pháo 5 inch Số 1, làm thiệt mạng sáu người và làm bị thương 12 người khác. Chiếc tàu khu trục dập tắt được đám cháy, đưa đoàn tàu vận tải đến cảng an toàn, rồi tự đi đến Manus, New Guinea để sửa chữa.
Sau khi hoàn tất sửa chữa, Drayton khởi hành từ Manus vào ngày 26 tháng 12 năm 1944 cho cuộc đổ bộ lên vịnh Lingayen, Luzon vào ngày 9 tháng 1 năm 1945. Nó đã bắn pháo hỗ trợ cho đến ngày 13 tháng 1, rồi lên đường đi vịnh San Pedro để hộ tống một đoàn tàu vận tải hỗ trợ đi đến bãi đổ bộ. Từ ngày 27 tháng 1 đến ngày 18 tháng 2, nó phục vụ tuần tra và bắn pháo hỗ trợ, bắn phá các vị trí đóng quân của đối phương trên các sườn đồi và phá hủy một cứ điểm kiên cố của  đối phương trong hang động. Tiếp tục hoạt động tại Philippines, nó tham gia các cuộc đổ bộ lên vịnh Mangarin, Puerto Princesa, Cebu, vịnh Ormoc và Masbate City.
Vào ngày 23 tháng 4 năm 1945, Drayton khởi hành từ vịnh San Pedro để tham gia cuộc chiếm đóng Borneo, hỗ trợ các hoạt động tại Tarakan từ ngày 1 đến ngày 27 tháng 5 và tại Balikpapan từ ngày đến ngày 1 đến ngày 21 tháng 7. Quay trở lại Manila vào ngày 29 tháng 7, nó lên đường quay trở về Hoa Kỳ vào ngày 7 tháng 8 và về đến New York vào ngày 12 tháng 9.
Drayton được cho xuất biên chế vào ngày 9 tháng 10 năm 1945 và bị bán để tháo dỡ vào ngày 20 tháng 12 năm 1946.

## Phần thưởng
Drayton được tặng thưởng mười một Ngôi sao Chiến trận do thành tích phục vụ trong Chiến tranh Thế giới thứ hai.